# Acanthostachys strobilacea
Acanthostachys strobilacea är en gräsväxtart som först beskrevs av Schult. och Julius Hermann Schultes, och fick sitt nu gällande namn av Johann Friedrich Klotzsch. Acanthostachys strobilacea ingår i släktet Acanthostachys och familjen Bromeliaceae. Inga underarter finns listade i Catalogue of Life.

## Bildgalleri

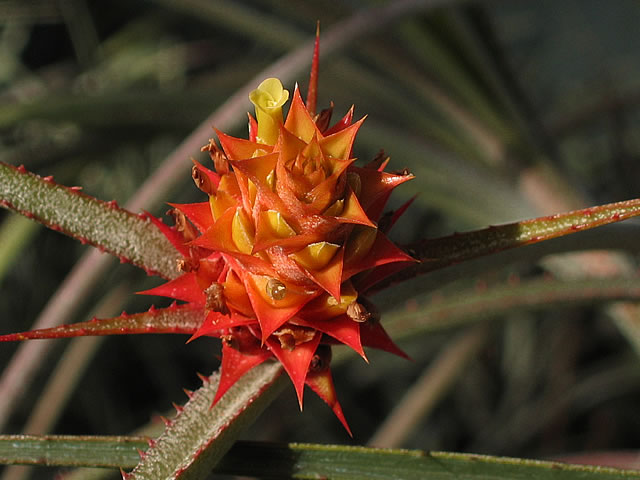
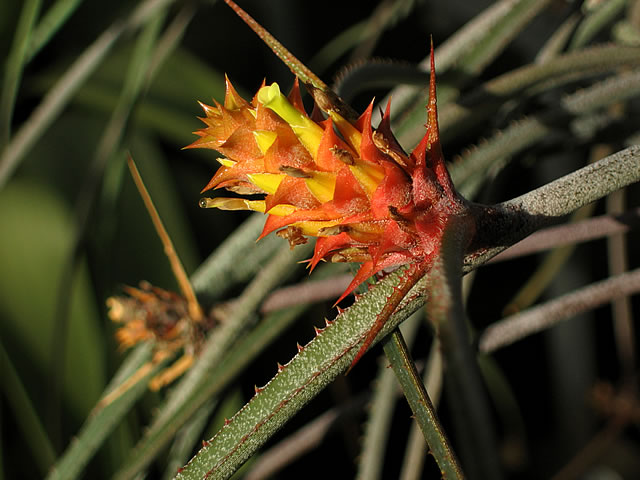
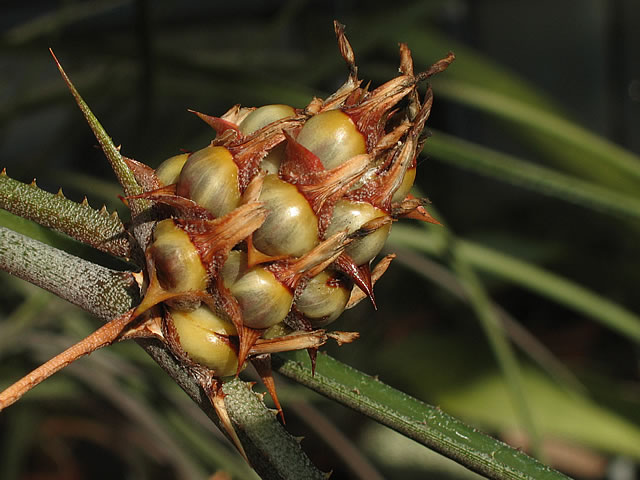